# Michael Thomson
Michael Thomson es un actor escocés, más conocido por haber interpretado a Jonny Maconie en la serie Holby City.

## Biografía
Es hijo de John y de Margaret Thomson, tiene cinco hermanos John Daniel, Benjamin David, David Graham, Matthew y Ame Rebecca Eli Thomson. Su hermano Ben murió en 2007 debido a un problema en el corazón.

## Carrera
El 15 de mayo de 2012 obtuvo su primer papel importante en la televisión cuando se unió al elenco principal de la serie médica británica Holby City, donde interpretó a Jonny Maconie hasta el 7 de abril de 2015.

## Filmografía

### Series de televisión
| Año         | Título     | Personaje     | Notas         |
| ----------- | ---------- | ------------- | ------------- |
| 2012 - 2015 | Holby City | Jonny Maconie | 131 episodios |

### Teatro
| Año  | Obra              | Personaje | Teatro           |
| ---- | ----------------- | --------- | ---------------- |
| 2015 | The Driver's Seat | -         | National Theatre |